# Lista de prefeitos de Itatiba
Esta é a galeria de prefeitos e vice–prefeitos nomeados e eleitos de Itatiba, município brasileiro localizado no estado de São Paulo, desde o início do século XX até os dias atuais.
O cargo de prefeito foi criado em 11 de abril de 1835, pela assembleia provincial paulista, em reação aos amplos poderes conferidos pelo Código de Processo Criminal de 1832 às câmaras municipais. Seguiram o exemplo paulista seis províncias do nordeste brasileiro (Alagoas, Ceará, Maranhão, Paraíba, Pernambuco e Sergipe).
Sob a vigente ordem constitucional, essa designação é dada ao funcionário público do Poder Executivo municipal, que exerce seu cargo em função de uma legislatura (mandato), sendo para tanto eleito a cada quatro anos, podendo ser reeleito por mais 4 anos (segundo mandato).
Funções
O poder executivo municipal chefia a administração e comanda os serviços públicos, tendo como comandante o prefeito.
A partir da constituição brasileira de 1934, o cargo de prefeito passou a ser o único, em todo o Brasil, ao qual estão atribuídas as funções de chefe do poder executivo do governo local, em simetria aos chefes dos executivos da União e do estado, portanto, em forma monocrática. Este texto quer dizer que deverá haver harmonia e integração de ação entre as esferas envolvidas sem a intervenção de uma na outra, exceto nos casos previstos na Constituição Federal.
Eleições
O prefeito é eleito por sufrágio universal, secreto, direto, em pleito simultâneo em todo o País, realizado a cada quatro anos, no primeiro domingo de outubro.
E trinta dias após tem lugar o segundo turno, se o eleito em primeiro lugar não atingir 50% dos votos válidos mais um voto, no caso de municípios com mais de duzentos mil eleitores.
Conforme a legislação eleitoral atual no Brasil para tornar-se elegível, exige-se uma série de requisitos;
- Possuir nacionalidade brasileira ou portuguesa (neste caso, o cidadão português deve se encontrar amparado pelo Estatuto de Igualdade entre Portugueses e Brasileiros),
- Título de eleitor em dia e estar em gozo pleno do exercício dos direitos políticos,
- Domicilio eleitoral na circunscrição na qual o candidato se apresenta,
- Filiação partidária,
- Ser alfabetizado (tópico invalidado pela atual constituição brasileira de 1988),
- Desincompatibilização de cargo público — Se ocupa um cargo público deve sair seis meses antes das eleições e voltar caso possa só após seis meses ao pleito eleitoral,
- Renúncia de outro mandado até seis meses antes do pleito e não ser parente afim ou consangüíneo, até segundo grau, ou cônjuge de titular de cargo eletivo; pode, entretanto, ser candidato à reeleição (artigo 14 da Constituição),
- Ter idade mínima de 21 anos.

## Prefeitos eleitos pela Câmara Municipal (1908–1948)
| N.º | Nome                          | Imagem | Partido político | Início do mandato     | Fim do mandato        | Observações                                             |
| --- | ----------------------------- | ------ | ---------------- | --------------------- | --------------------- | ------------------------------------------------------- |
| 1   | Antônio Chateaubriand Joly    |        | PRP              | 15 de janeiro de 1908 | 1910                  | Prefeito nomeado pelo Governador do estado de São Paulo |
| 2   | Herculano Pupo Nogueira       |        | PRP              | 1911                  | 1917                  | Prefeito nomeado pelo Governador do estado de São Paulo |
| 3   | Pedro Elias de Godoy          |        | PRP              | 1917                  | 1925                  | Prefeito nomeado pelo Governador do estado de São Paulo |
| 4   | Alfredo Alves Joly            |        | PRP              | 1925                  | 1926                  | Prefeito nomeado pelo Governador do estado de São Paulo |
| 5   | Benedito Franco de Godoy      |        | PRP              | 1927                  | 1930                  | Prefeito nomeado pelo Governador do estado de São Paulo |
| 6   | Antônio Pupo Filho            |        | AL               | 1930                  | 1931                  | Prefeito nomeado pelo Governador do estado de São Paulo |
| 7   | Francisco Alves Cardoso       |        | AL               | 1931                  | 1932                  | Prefeito nomeado pelo Governador do estado de São Paulo |
| 8   | Luiz de Mattos Pimenta        |        | PRP              | 1932                  | 1933                  | Prefeito nomeado pelo Governador do estado de São Paulo |
| 9   | Joaquim Bueno de Campos       |        | PD               | 1933                  | 1935                  | Prefeito nomeado pelo Governador do estado de São Paulo |
| 10  | José Gonçalves Machado        |        | PD               | 1935                  | 1936                  | Prefeito nomeado pelo Governador do estado de São Paulo |
| 11  | Erasmo Chrispim               |        | PCSP             | 1936                  | 1938                  | Prefeito nomeado pelo Governador do estado de São Paulo |
| 12  | Alexandre Rodrigues Barbosa   |        | PCSP             | 1938                  | 1940                  | Prefeito nomeado pelo Governador do estado de São Paulo |
| 13  | Evaristo Silva                |        | PLP              | 1940                  | 1945                  | Prefeito nomeado pelo Governador do estado de São Paulo |
| 14  | Mauro Vasconcelos de Oliveira |        | PSP              | 1946                  | 1947                  | Prefeito nomeado pelo Governador do estado de São Paulo |
| 15  | Paschoal Scavone              |        | PSP              | 1947                  | 1947                  | Prefeito nomeado pelo Governador do estado de São Paulo |
| 16  | José Boava                    |        | PSP              | 1947                  | 30 de janeiro de 1948 | Prefeito nomeado pelo Governador do estado de São Paulo |

## Prefeitos democraticamente eleitos (1948–presente)
| N.º | Nome                                 | Imagem               | Partido político     | Vice–prefeito                                          | Início do mandato      | Fim do mandato                                  | Observações                                   |
| --- | ------------------------------------ | -------------------- | -------------------- | ------------------------------------------------------ | ---------------------- | ----------------------------------------------- | --------------------------------------------- |
| 17  | Erasmo Chrispim                      |                      | PTN                  | Elói Cardoso de Melo                                   | 31 de janeiro de 1948  | 30 de janeiro de 1952                           | Prefeito eleito em sufrágio universal         |
| 18  | Ettore Consoline                     |                      | PSP                  | Dinaldo Antônio da Silva                               | 31 de janeiro de 1952  | 30 de janeiro de 1956                           | Prefeito eleito em sufrágio universal         |
| 19  | Erasmo Chrispim                      |                      | PTN                  | Luiz Pantano                                           | 31 de janeiro de 1956  | 30 de janeiro de 1960                           | Prefeito e vice eleitos em sufrágio universal |
| 20  | Pedro Mascagni                       |                      | PTN                  | Otalibe Peliser                                        | 31 de janeiro de 1960  | 30 de janeiro de 1964                           | Prefeito e vice eleitos em sufrágio universal |
| 21  | Erasmo Chrispim                      |                      | MDB                  | José Geraldo Fernandes                                 | 31 de janeiro de 1964  | 30 de janeiro de 1969                           | Prefeito eleito em sufrágio universal         |
| 22  | Roberto Arantes Lanhoso              |                      | ARENA                | Tiago Correa dos Reis                                  | 31 de janeiro de 1969  | 30 de janeiro de 1973                           | Prefeito eleito em sufrágio universal         |
| 23  | Giácomo Rela                         |                      | ARENA                | Adriano Giaretta Parodi                                | 31 de janeiro de 1973  | 30 de janeiro de 1977                           | Prefeito e vice eleitos em sufrágio universal |
| 24  | Roberto Arantes Lanhoso              |                      | ARENA                | Sebastião Mantovani                                    | 31 de janeiro de 1977  | 31 de janeiro de 1983                           | Prefeito e vice eleitos em sufrágio universal |
| 25  | José Maurício de Camargo             |                      | PMDB                 | José Benedito Franco Penteado                          | 1 de fevereiro de 1983 | 1986                                            | Prefeito e vice eleitos em sufrágio universal |
| 26  | José Benedito Franco Penteado        |                      | PMDB                 | Cargo vago                                             | 1986                   | 31 de dezembro de 1988                          | Vice–prefeito eleito no cargo de Prefeito     |
| 27  | Roberto Arantes Lanhoso              |                      | PDS                  | Manoel Roberto Massaretti                              | 1 de janeiro de 1989   | 31 de dezembro de 1992                          | Prefeito e vice eleitos em sufrágio universal |
| 28  | José Roberto Fumachi                 |                      | PMDB                 | Fernando Novelli de Souza                              | 1 de janeiro de 1993   | 31 de dezembro de 1996                          | Prefeito eleito em sufrágio universal         |
| 29  | Adilson Franco Penteado              |                      | PMDB                 | Genésio Canal                                          | 1 de janeiro de 1997   | 31 de dezembro de 2000                          | Prefeito e vice eleitos em sufrágio universal |
| 30  | José Roberto Fumachi                 |                      | PMDB                 | João Fusussi (PP)                                      | 1 de janeiro de 2001   | 31 de dezembro de 2004                          | Prefeito e vice eleitos em sufrágio universal |
| 30  | José Roberto Fumachi                 | 1 de janeiro de 2005 | PMDB                 | João Fusussi (PP)                                      | 31 de dezembro de 2008 | Prefeito e vice reeleitos em sufrágio universal |                                               |
| 31  | João Gualberto Fattori               |                      | PSDB                 | Ariovaldo Hauck da Silva (PV)                          | 1 de janeiro de 2009   | 31 de dezembro de 2012                          | Prefeito e vice eleitos em sufrágio universal |
| 31  | João Gualberto Fattori               | 1 de janeiro de 2013 | PSDB                 | Ariovaldo Hauck da Silva (PV)                          | 31 de dezembro de 2016 | Prefeito e vice reeleitos em sufrágio universal |                                               |
| 32  | Douglas Augusto Pinheiro de Oliveira |                      | PPS                  | José Roberto Fumachi (PR)                              | 1 de janeiro de 2017   | 31 de dezembro de 2020                          | Prefeito e vice eleitos em sufrágio universal |
| 33  | Thomás Antônio Capeletto de Oliveira |                      | PSDB                 | Mauro Delforno (PSDB) (2020–2024) (PL) (2024–presente) | 1 de janeiro de 2021   | 31 de dezembro de 2024                          | Prefeito e vice eleitos em sufrágio universal |
| 33  | Thomás Antônio Capeletto de Oliveira | PSD                  | 1 de janeiro de 2025 | Mauro Delforno (PSDB) (2020–2024) (PL) (2024–presente) | Atualidade             | Prefeito e vice reeleitos em sufrágio universal |                                               |